# Neurigona tenuis
Neurigona tenuis är en tvåvingeart som först beskrevs av Friedrich Hermann Loew 1864.  Neurigona tenuis ingår i släktet Neurigona och familjen styltflugor. Inga underarter finns listade i Catalogue of Life.